# Aline de Pétigny
Pour les articles homonymes, voir Pétigny.
Aline de Pétigny est une auteure de littérature de jeunesse, illustratrice et éditrice française, née le 15 octobre 1963 à Cholet, autodidacte et mère de quatre enfants.

## Biographie
Aline de Pétigny commence à écrire très tôt. Depuis 1991 où elle envoie ses premiers textes chez Fleurus, elle en a publié plus d'une centaine. Dans ses ouvrages, elle raconte des histoires pour les enfants dans lesquelles elle cherche à transmettre une vision confiante, et optimiste de la vie sans oublier pour autant que celle-ci réserve des surprises pas toujours agréables, mais souvent nécessaires. Elle aborde ainsi dans ses albums, de façon simple la mort, l’amour, la confiance en soi ou le bonheur.
Les albums de la série Camille ont été traduits en 24 langues et publiés dans 80 pays, au total à plus de cinq millions d'exemplaires.
Aline de Pétigny a créé en 2002 avec son frère la  maison d'édition Pour penser à l'endroit,.

## Publications (liste non exhaustive)

### Albums (auteure)
- Camille va au parc, Hemma, 2002.
- Mon livre A, B, C, Hemma, 2001.
- Camille va chez le docteur, Hemma, 2001.
- Camille et son drôle de nounous, Hemma, 2001.
- Camille a fait un cauchemar, Hemma, 2001.
- Camille ne veut pas prêter ses jouets, Hemma, 2002.
- Marie veut dormir, Chantecler, 2002.
- Camille est amoureuse, Hemma, 2002.
- Camille et ses amis, Hemma, 2003.
- Camille ne veut pas dormir, Hemma, 2003.
- Corentin et le baby-sitter, Chantecler, 2004.
- Corentin à la ferme, Chantecler, 2006.
- Camille fête Noël, Hemma, 2010.
- Camille en visite au zoo, Hemma, 2011.
- Camille et la galette des rois, Hemma, 2011.

### Albums (auteur, illustratrice)
- Cachou voit des couleurs partout, Fleurus, 1992.
- Armand le gourmand, Fleurus, 1992.
- Canaille l'épouvantail, Fleurus, 1992.
- Ciboulette fait la fête, Fleurus, 1992.
- La princesse et la bergère, Pourpenser, 2001.
- La petite voix d'Honoré, Pourpenser, 2002.
- Petit Lutin cherche le bonheur, Pourpenser, 2002.

### Romans et nouvelles
- Le tableau hanté, Rêve d'araignée, 2009.
- Nous sommes des fées et des enchanteurs, Pourpenser, 2011.
- Reconnaître ses vraies richesses, Pourpenser, 2011.
- L'art des formules magiques, Pourpenser, 2011.

### Autres
À partir de ses albums Petites Pensées, Aline de Pétigny a publié un jeu sous forme de jeu de cartes, intitulé petit mémo philo. Au lieu des traditionnelles images, les cartes de ce jeu de « memory » affichent des maximes invitant les petits à prendre conscience des bons côtés de la vie et à ouvrir la discussion, par exemple : « Ton bonheur est en toi », « Prends plaisir à ce que tu fais », « N'oublie pas de dire je t'aime »...

## Distinctions
Son ouvrage Tout est possible, a été désigné comme « Livre de l’année 2007 pour les enfants » dans sa version en espéranto (traduction de Martine et Christian Rivière) dans le cadre du concours des Belles-Lettres du congrès mondial d’espéranto à Yokohama.